# Nieuweveen
Nieuweveen est une ancienne commune néerlandaise de la Hollande-Méridionale.
La commune a été créée en 1817 par démembrement de la commune de Nootdorp. Dès 1833, la commune est supprimée et rattachée à nouveau à Nootdorp.

## Source
- (nl) Ad van der Meer et Onno Boonstra, Repertorium van Nederlandse gemeenten 1812-2006, DANS Data Guide 2, La Haye, 2006